# Pachyaena
Pachyaena is een geslacht van uitgestorven carnivore hoefdieren uit de familie Mesonychidae van de orde Mesonychia. Dit dier leefde in het Laat-Paleoceen en Vroeg-Eoceen. 
Pachyaena is vooral bekend uit het Vroeg-Eoceen met P. nemegetica uit het Laat-Paleoceen van Mongolië als de oudst bekende soort. Pachyaena had in het Wasatchian en Bridgerian een groot verspreidingsgebied en het verving hiermee Dissacus. Fossielen van dit dier zijn gevonden in oostelijk Azië, Noord-Amerika en West-Europa. 

## Beschrijving
De verschillende soorten varieerden in formaat van kleinere wolfachtige dieren tot grotere beerachtige vormen. P. gracilis was de kleinste soort met een geschat gewicht van ongeveer 24 kg, P. ossifraga uit het Wasatchian van het San Juan-bekken had een gewicht van ongeveer 60 kg, terwijl P. gigantea met een gewicht van meer dan 80 kg de grootst bekende mesonychide uit Noord-Amerika is. Het dieet was vermoedelijk even gevarieerd als het formaat, waarbij de kleinere soorten carnivoren en de grotere soorten omnivoren waren. Allen soorten hadden krachtige kaken en een sterk gebouwd lichaam. De relatief korte poten en het robuuste lichaam wijzen er op dat Pachyaena meer gebouwd was op uithoudingsvermogen dan op snelheid en mogelijk joeg deze mesonychide door zijn prooi af te matten. 